# 圣马尔扎诺-迪圣朱塞佩
圣马尔扎诺-迪圣朱塞佩（義大利語：San Marzano di San Giuseppe），是意大利塔兰托省的一个市镇。总面积19平方公里，人口9223人，人口密度485.4人/平方公里（2009年）。ISTAT代码为073025。